# Hoplomys gymnurus
Hoplomys gymnurus é uma espécie de roedor da família Echimyidae. É a única espécie do gênero Hoplomys.
Pode ser encontrado em Honduras, Nicarágua, Costa Rica, Panamá, Colômbia e Equador.